# (29837) Savage
(29837) Savage ist ein Asteroid des Hauptgürtels, der am 21. März 1999 vom italoamerikanischen Astronomen Paul G. Comba am Prescott-Observatorium (IAU-Code 684) in Arizona entdeckt wurde.
Benannt wurde der Asteroid nach dem US-amerikanischen Mathematiker und Statistiker Leonard J. Savage (1917–1971), der sich mit den Grundlagen der Statistik und statistischen Wahrscheinlichkeiten (Bayes-Statistik) und Statistik in der Spieltheorie sowie Anwendungen in den Wirtschaftswissenschaften beschäftigte.